# الکس آفونسو
الکس آفونسو (انگلیسی: Alex Afonso؛ زادهٔ ۲۴ مارس ۱۹۸۱) بازیکن فوتبال اهل برزیل بود که در پست مهاجم بازی می‌کرد.